# Marktzutritt
Marktzutritt (auch Marktzugang) bezeichnet die Möglichkeit eines Wirtschaftssubjektes, auf einem Markt als Käufer oder Verkäufer teilzunehmen.  Pendant ist der Marktaustritt.

## Allgemeines
Der Marktzutritt ist im Regelfall ohne Handelshemmnisse für jeden Marktteilnehmer möglich (Freihandel). Als Wirtschaftssubjekte, die als Marktteilnehmer Marktzugang haben, kommen Privatpersonen, Unternehmen oder der Staat mit seinen Untergliederungen (Staatsunternehmen) in Frage. Ist es dem Wirtschaftssubjekt hingegen nicht oder nur schwer möglich, am Markt teilzunehmen, so liegen Markteintrittsbarrieren vor, die mit einer Markteintrittsstrategie überwunden werden müssen. Der freie Marktzutritt besteht also in der Möglichkeit, dass Marktteilnehmer bestimmte Güter oder Dienstleistungen am Markt anbieten oder nachfragen können, ohne dabei von gesetzlichen Zutrittsbeschränkungen oder von Zutrittsabschreckungsstrategien bereits etablierter Anbieter behindert zu werden.

## Wirtschaftliche Aspekte
Gleichgültig, welcher der Wettbewerbstheorien man zuneigt, stets ist die Fähigkeit des Marktzutritts oder die Höhe der Marktzutrittsschranken ein ganz wesentliches Element für die Intensität des Wettbewerbs. Diese Verminderung der Anbietervielfalt vermindert in der Regel die Wettbewerbsintensität und die Effizienz des Wettbewerbs und geht häufig zu Lasten von Konsumenten bzw. der einkaufenden Produzenten.
Umgekehrt haben große (Monopol) bzw. alteingesessene Anbieter nicht selten ein ausgeprägtes Interesse daran, den Marktzugang für andere Anbieter zu beschränken, zugunsten eigener höherer Gewinne oder um sich die Qualen eines intensiven Wettbewerbs zu ersparen. Deshalb ist der Marktzutritt meist für neue Anbieter erschwert, denn sie müssen hohe Investitionen in Produktionsanlagen tätigen (etwa Airbus 1970 in den durch Boeing beherrschten Passagierflugzeugmarkt).
Bei freiem Marktzutritt eines Anbieters führt dessen Marktbearbeitung wegen der Angebotserhöhung zu sinkenden Marktpreisen. Werden Preise erzielt, die über den Durchschnittskosten liegen, so strömen solange neue Anbieter auf den Markt, bis der Preis den Durchschnittskosten entspricht. Es gibt also – neben administrativen Hürden – auch eine betriebswirtschaftliche Markteintrittsbarriere.
Der Marktzutritt für bestimmte Wirtschaftszweige ist in vielen Staaten durch Marktregulierung beschränkt. So benötigen Kreditinstitute eine Banklizenz (§ 32 Abs. 1 Satz 1 KWG) oder Versicherer eine Erlaubnis (§ 8 Abs. 1 VAG) durch die BaFin, ohne die der Marktzutritt zum Finanzmarkt nicht statthaft ist. Der Marktzutritt für Marktteilnehmer und Handelsobjekte ist an Wertpapierbörsen und Warenbörsen hohen gesetzlichen Markteintrittsbarrieren unterworfen, die letztlich dem Anlegerschutz dienen. Dazu gehören die Zulassungsbeschränkungen für Marktteilnehmer (Börsen- und Effektenhändler, Emittenten oder Kreditinstitute) und Zulassungsbedingungen für Handelsobjekte (Wertpapierprospekt und Marktkapitalisierung; siehe regulierter Markt).
Der Marktzutritt zu einem Netzwerk wird als Netzzugang bezeichnet.

## International
Im internationalen Handel ist eine Behinderung des Marktzugangs nicht selten und dient dazu, eigene Märkte und Anbieter zu schützen, z. B. über Zölle, bürokratische Einfuhrhürden (Einfuhrgenehmigungen, Marktzulassung durch Aufsichtsbehörden), die internationale Durchsetzung von Monopolen für geistiges Eigentum, Konzessionen, Lizenzen oder Subventionen für die eigenen Anbieter. Zu den verbotenen Formen der Einschränkung des Marktzutritts gehören auch mafiöse Praktiken.